# 輾核
輾核（Grindcore）是一種極端類型的音樂，從1980年代初至中期開始出現。他從一些激進的音樂類型得到啟發，如極端金屬、工業音樂、噪音和較為偏激的硬蕊龐克。輾核的特色就是厚重的吉他失真、低音、高速的節奏、blastbeat與令人費解的咆哮或高頻尖叫。早期的Napalm Death被譽為奠定這個風格基礎的樂團。這在北美和歐洲的今日，變得相當盛行，而這些受歡迎的樂團有Brutal Truth和Nasum。至於歌詞的內容從主要關注社會、政治到血腥暴力的主題與黑色幽默。
一個輾核著名的特色為微曲目（microsong）。許多樂團創作了一些只有幾秒的歌曲。英國樂團Napalm Death以1987年的歌曲《You Suffer》保持世界上最短歌曲的金氏世界紀錄，而這首歌曲僅僅只有一秒。許多樂團錄製簡單的音程，持續演奏只有短短幾句長度的節奏。而另個詞微類型（microgenre）也隨後出現，通常是用來稱呼那些源自一般輾核的樂團，其中也包括「血輾」，這種音樂類型關注於血腥而另個詞「色輾」歌詞方面則是以情色為主題。其他衍生的類型還有噪音輾（noisegrind），音樂聽起來尤其的粗糙與混亂而電子輾（electrogrind）則是融合了電子音樂的元素，如電子鼓聲。雖然對於硬蕊龐克或其他較為流行的類型有所影響，不過輾核這種音樂本身，仍是保持著地下音樂的型態。

## 參照
- 輾核樂團列表（英语：List of grindcore bands）
- Napalm Death：從鞭撻到死亡（Napalm Death: Thrash to Death） (BBC紀錄片)